# 한스 셀리에

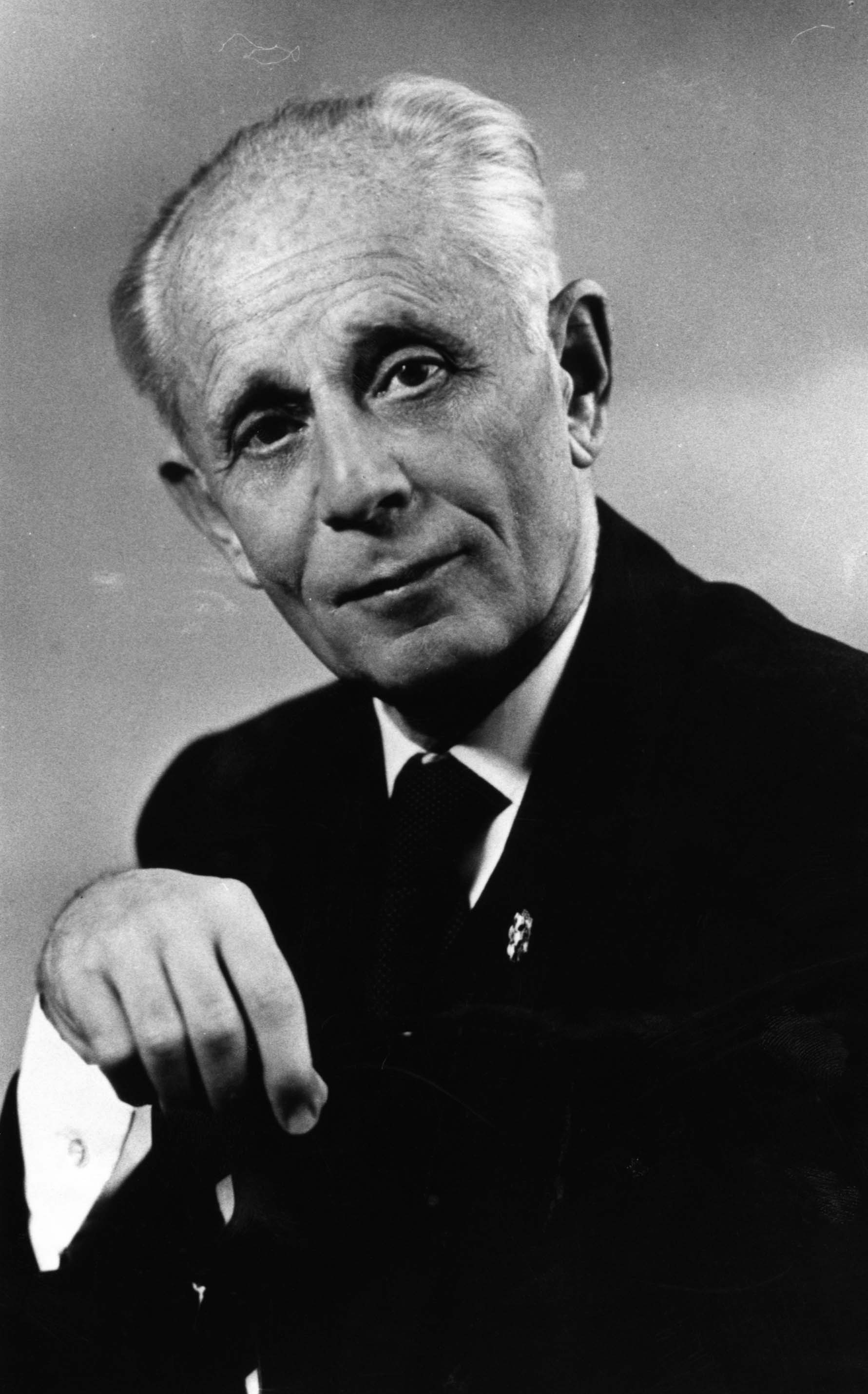

한스 셀리에(János Hugo Bruno Hans Selye CC(/ sɛljeɪ /; 헝가리어 : Selye János; 1907년 1월 26일 – 1982년 10월 16일)는 선구적인 헝가리-캐나다인으로 내분비계 생리학자였다. 그는 스트레스 요인에 대한 유기체의 가상적 비특이적 반응에 대한 중요한 과학적 연구를 수행했다. 비록 그가 글루코코르티코이드(glucocorticoids)의 많은 측면을 모두 인식하지는 못했을 모르지만, 셀리에(Selye)는 스트레스 반응에서 이들 역할의 주요한 측면을 알고있었다. 샬롯 거슨(Charlotte Gerson)은 그를 생물학적 스트레스의 존재를 최초로 증명한 주요한 인물이라고 여긴다.

## 생애
셀리에(Selye)는 1907년 1월 26일 오스트리아-헝가리 비엔나에서 태어나 헝가리 코마 롬에서 자랐다. 셀리에(Selye)의 아버지는 헝가리의 의사였고 그의 어머니는 오스트리아인이었다. 그는 1929년 프라하에서 의학 및 화학 박사가 되었으며 미국 존스 홉킨스 대학교, 캐나다 맥길 대학교, 몬트리올 대학교에서 스트레스(stress)와 내분비학 분야의 선구적인 일을 계속했다. 그는 1949년에 처음으로 노벨 생리 의학상 후보에 올랐다. 그는 자신의 경력에서 총 17 개의 후보에 올랐지만 결코 수상하지 못했다.

## 일반적응증후군
일반적응증후군(一般適應症候群,general adaptation syndrome)은 지속적으로 스트레스를 받았을 때, 스트레스의 종류에 관계없이 일어나는 신체적ㆍ생리적 증상으로 3단계(경고반응단계,저항단계,탈진단계)의 과정을 일컫는다. 일반적응증후군의 부작용으로는 피로, 두통, 불면증, 우울증, 분노, 불안 따위가 이에 해당한다.

## 같이 보기
- 윌리엄 제임스